# 二式衝鋒槍
二式衝鋒槍是日本原產的一種衝鋒槍。它使用8毫米南部子彈，並被配給日本海軍陸戰隊使用。
此衝鋒槍是在日本帝國海軍入侵上海時為他們相對上較小量生產的。在測試期間，發現了它所使用的8毫米子彈易造成卡彈，更加限制了帝國海軍陸戰隊與陸軍對其的使用。在採用了對槍身設計的數個改變後，產生了一個較小較輕的衍生型，名為「南部一式衝鋒槍」；由於相當罕見，它被在戰場上遇到它的美軍稱做「鬥牛犬」。日軍使用的另一種百式衝鋒槍的生產量大得多。除了海軍外，帝國陸軍亦使用百式。雖然百式比二式更加笨重，百式仍然是日軍使用的衝鋒槍中唯一完全完成的。二式衝鋒槍它擁有自握把中延伸而出的50發彈匣；這特殊的設計在Sa vz. 23與烏茲衝鋒槍出現前的將近15年之間不曾再見。

## 流行文化

### 電子遊戲
- 2022年—《應徵入伍》：型號為南部試製二型和南部樣二型。